# Угольные горелки
Угольные горелки — установка, в которых пылевидный уголь сгорает в течение короткого времени и дает высокую температуру, широко используются в промышленности.

## Принцип работы
Угольные горелки обычно оснащены бункером для хранения угля и установкой его дробления. Уголь в бункере шнеком транспортируется на истиратели, где он превращается в порошок. Воздух в угольных горелках нагнетает встроенная воздуходувка, угольная пыль смешивается с высокоскоростным потоком воздуха и сгорает, выделяя тепло.

## Использование
Угольные горелки широко используются в промышленности, обеспечивают теплом котлы, асфальтобетонные заводы, цементные, металлургические, кузнечные и плавильные печи, а также другие тепловые установки.